# Stade Marseillais Université Club (basket-ball)
Actualités
Le Stade Marseillais Université Club est un club français de basket-ball. Issue du club omnisports du Stade Marseillais Université Club, la section a évolué trois saisons parmi l'élite du basket-ball français. L'équipe première évolue pour la saison 2020-2021 en Nationale masculine 2.
La section possède son homologue féminin qui évolue en Nationale 2 également.

## Histoire
La section masculine de basket-ball a été créée en 1928. Le club devient le premier club provençal dans les années 1950 après la disparition de l'Union athlétique de Marseille et de l'Olympique de Marseille. Le club accède en première division en 1960 avant de redescendre deux années plus tard.
Le SMUC possède l'image d'un club formateur, avec peu de moyens comparativement aux autres équipes de sa division le club a axé son développement sur la formation de jeunes joueurs. Ainsi il fait partie des rares clubs amateurs à posséder des équipes U15 et U18 au premier niveau national (niveau réservé à de rares exceptions près aux clubs professionnels). Après le recrutement à l'INSEP de Marko Coudreau, le club commence doucement à se faire un nom dans l'hexagone. De quoi attirer l'attention de Mickaël Pietrus qui se joint au projet smuciste.
Plusieurs jeunes joueurs talentueux se montrent ainsi sur la scène internationale à l'image de Kyllian Michée recruté à 13 ans par le Real Madrid ou encore Lois Grasshoff champion du monde U18 en basket 3x3 avec l'équipe de France.

## Palmarès
- Nationale 3 (1)
  - Finaliste : 1958
- Nationale 2 (1)
  - Finaliste : 1960[6]